# Frommer Stop
La Frommer Stop era una pistola semiautomática húngara, accionada por retroceso largo y con cerrojo rotativo, producida en Budapest, por la empresa húngara Fegyver- és Gépgyár (FÉG).

## Historia y desarrollo
Fue diseñada por Rudolf Frommer, siendo su primer modelo adoptado en 1912 por el Real Honvédség Húngaro (1867-1918) con la designación Pisztoly 12M. La pistola fue producida en diversos modelos desde 1912 hasta 1945, siendo empleada tanto por las Fuerzas Armadas húngaras como el Ejército otomano durante la Primera Guerra Mundial en cantidades limitadas. La Stop tiene una longitud de 165 mm, con un cañón de 95 mm de longitud y ánima con cuatro estrías. Su peso estando descargada es de 610 g, y su cargador tiene una capacidad de 7 cartuchos.
La Stop incorporaba características de diseño de las primigenias pistolas Frommer, incluyendo la Modelo 1901 (M1901) y la M1904 derivada de la pistola Roth-Theodorovic. La predecesora de la Stop, la M1911, estaba calibrada para un cartucho específico que montaba una bala de 7,65 mm con un moleteado en el casquillo. Este cartucho alcanzaba una velocidad de 280 m/s al ser disparado desde la pistola. Frommer rediseñó la pistola con un formato más convencional. Patentada en 1912, esta variante fue producida desde 1919 hasta 1939 con la designación Pisztoly 19M. Fue adoptada como el arma auxiliar de las Fuerzas Armadas húngaras. La última variante de la Stop, la Pisztoly 39M, fue producida para el cartucho 9 x 17 Corto, pero nunca fue adoptada como pistola estándar.

## Uso como pistola ametralladora de dos cañones
La pistola ametralladora Frommer M1917 Stop también fue empleada montada sobre un trípode con afuste doble, que disparaba ambas pistolas en modo automático. Las pistolas iban montadas al revés y eran alimentadas mediante cargadores de 25 cartuchos.